# Miranda NG
Miranda NG er en open-source, flerprotokols, instant messenger klient, udviklet til Windows-platformen. Miranda NG er udviklet med henblik på hastighed og formindsket forbrug. Derfor er det udelukkende de absolut mest nødvendig funktioner, denne klient understøtter.

## Understøttede protokoller
- AIM (AOL Instant Messenger)
- Gadu-Gadu
- IAX (Inter-Asterisk Exchange)
- ICQ
- IRC (Internet Relay Chat)
- Jabber
- MSN Messenger
- Netsend
- Tlen
- Yahoo Messenger

## Udviklingsholdet
- Kubilay Kocak (Projekt Manager, Systemadministrator)
- Tim Hunter (Bidragsmanager)
- Robert Rainwater (Udviklingsmanager)
- Gennady Feldman (Udvikler)
- George Hazan (Udvikler)
- Boris Krasnovskiy (Udvikler)
- Joe Kucera (Udvikler)
- Aaron Landwehr (Udvikler)
- Artem Shpynov (Udvikler)
- Tjado Maecke (Webmaster)
- Lyon Lim (Webmaster)